# Tribe of Gypsies
Tribe of Gypsies ist eine Musikgruppe aus den USA (Pacoima, San Fernando Valley) um den Gitarristen, Bassisten und Produzenten Roy Z, der der Gruppe als einziger seit der Gründung angehört und alle Alben der Band produziert hat. Die Stilrichtung der Band kann als Hard-Latin-Rock bezeichnet werden. Aufgrund der eingesetzten Blues-beeinflussten lateinamerikanischen Rhythmen, dem vielfachen Einsatz von Perkussionsinstrumenten und einer Orgel sowie dem Solospiel von Roy Z werden Assoziationen mit Santana geweckt. Allerdings ist die Musik der Tribe of Gypsies härter als die von Santana und mehr vom Hard Rock beeinflusst. Die Musiker der Tribe of Gypsies haben auf mehreren Soloalben des Sängers von Iron Maiden, Bruce Dickinson, die Begleitband gestellt.

## Geschichte
Die Band ist 1991 von Roy Z zusammen mit dem Sänger Robbyn Garcia gegründet worden. Roy Z hatte die Idee, Latin-Rock zu machen und überredete seinen alten Freund Garcia mitzumachen. Beide nahmen mit Hilfe eines Drumcomputers und dem befreundeten Bassisten Patrick Kelly ein Demo mit fünf Titeln auf. Zu diesem Zeitpunkt hatte die Gruppe noch keinen Namen. Das Demo gefiel einem kleinen deutschen Plattenlabel. Roy Z ließ sich dann den Band-Namen einfallen. Nachdem das Label Roy Z überredet hatte, den Sänger auszuwechseln, suchte er nach neuen Mitmusikern. Zunächst kam der Bassist Edward (Eddie) Casillas dazu, dann der Schlagzeuger David Ingraham. Die Sänger, die Roy Z wollte, nämlich in erster Linie Gregory (Gregg) Analla und in zweiter Linie Dean Ortega, konnte er nicht bekommen. Letztlich wurde David Young als Sänger engagiert. Zusammen mit den Keyboardern Ray Rodriguez und Greg Schultz sowie den Perkussionisten Mario Aguillar und Doug van Booven wurde das Debütalbum aufgenommen. Kurz bevor das Album abgemischt wurde, kam doch noch Dean Ortega anstelle von Young in die Band und sang die Songs neu ein.
Beim erneuten Abmischen traf Roy Z Bruce Dickinson im Studio. Dickinson gefiel die Musik der Band und er freundete sich mit Roy Z an. Da Dickinson auf der Suche nach neuen Ideen war, engagierte er Roy Z als Produzenten und spielte mit Roy Z, Casillas, Ingraham und van Booven das Album Balls to Picasso ein. Auch Aguillar und Ortega wirkten bei zwei Songs mit. Dieses Album war insofern – wenn auch nicht unter ihrem Namen – die erste Veröffentlichung der Tribe of Gypsies. Allerdings spielte die Band darauf keinen Latin Rock, sondern – wie bei Dickinson üblich – Heavy Metal. Im Anschluss bekam die Band das Angebot, beim Label Mercury Records einen Major-Vertrag abzuschließen. Die Band nahm das Angebot an. Diverse Probleme bei Mercury Records führten indessen dazu, dass man sich wieder trennte und die Band 1996 ihr Debütalbum Tribe of Gypsies beim japanischen Label JVC/Victor herausbrachte. Im Jahr darauf erschien die EP Nothing Lasts Forever, die aus nicht für das Debütalbum verwendeten Songs bestand, darunter der Titelsong, von dem sich eine andere Fassung bereits auf dem Demoband befunden hatte. Dieser Song war der erste, den Roy Z (zusammen mit Robbyn Garcia) für die Band geschrieben hatte. Danach trennte sich die Band von Sänger Ortega und der frühere Wunschkandidat Gregg Analla konnte endlich als Sänger für die Band gewonnen werden.
Als Nächstes erschienen die Dickinson-Alben Accident of Birth (1997) und The Chemical Wedding (1998), auf denen Roy Z Gitarre spielte, Eddie Casillas Bass und David Ingraham Schlagzeug. Live-Aufnahmen von Bruce Dickinson mit seiner Band von der Tournee von 1998 kamen 1999 unter dem Titel Scream for Me Brazil heraus. 1998 veröffentlichten auch die Tribe of Gypsies ein weiteres Album, Revolucion 13, bei dem erstmals der neue Sänger Gregg Analla und der neue zweite Perkussionist Elvis Balladares zu hören waren. Nur ein Jahr später erschien das treffend  Tribe of Gypsies III betitelte dritte Album der Band. Während der Aufnahmen zu diesem Album übernahm Juan Perez den Bass von Eddie Casillas und verließ Perkussionist Mario Aguillar die Gruppe. Das Album wurde 2000 unter dem Titel Standing on the Shoulders of Giants mit zwei zusätzlichen Titeln nochmals veröffentlicht.
Während der Aufnahmen zum nächsten Album verließen Sänger Gregg Analla und Schlagzeuger David Ingraham die Band. Neu in die Band kamen dafür 2003 der Sänger Chas West und der Schlagzeuger David Moreno. Die Band unterbrach die Aufnahmen, damit Bruce Dickinson mit Roy Z, Juan Perez und David Moreno das Album Tyranny of Souls aufnehmen konnte, das 2005 herauskam. Im darauffolgenden Jahr erschien mit dem Werk Dweller on the Threshold auch das bisher letzte Album der Band, an dem als weiterer Gitarrist und Bassist der neue Mann Christian Byrne mitwirkte.
Da mittlerweile außer dem letzten Album, das außerhalb Japans nur als teurer Import zu bekommen ist, alle anderen Alben vergriffen sind, gab es im Jahr 2007 die Ankündigung der Band, dass alle Alben für den amerikanischen und europäischen Markt neu aufgelegt werden sollten. Dies hat sich allerdings bislang nicht bewahrheitet.

## Diskografie

### Tribe of Gypsies
- 1996: Tribe of Gypsies
- 1997: Nothing Lasts Forever (EP)
- 1998: Revolucion 13
- 1999: Tribe of Gypsies III
- 2000: Standing on the Shoulders of Giants
- 2006: Dweller on the Threshold

### Bruce Dickinson
- 1994: Balls to Picasso
- 1997: Accident of Birth
- 1998: The Chemical Wedding
- 1999: Scream for Me Brazil (Live)
- 2001: The Best of Bruce Dickinson (2 neue Songs)
- 2005: Tyranny of Souls
- 2006: Anthology (3 DVDs)

### Kompilationen
- 1995: Rattlesnake Guitar – The Music of Peter Green, ein Titel: Oh Well (Peter Green-Coversong)
- 1998: ECW Extreme Music, ein Titel als Bruce Dickinson: The Zoo (Scorpions-Coversong)
- 2002: The Spirit of the Black Rose – A Tribute to Philip Parris Lynott, ein Titel: Parisienne Walkways (Gary Moore/Phil-Lynott-Coversong)